# Igreja Bom Jesus do Cabral
A Igreja Bom Jesus do Cabral é uma igreja localizada no bairro do Cabral, em Curitiba, no estado do Paraná.
Curitiba, no século XVIII contava com cinco igrejas: a Matriz (que foi demolida por volta de 1875), a da Ordem Terceira de São Francisco das Chagas (1737), a de Nossa Senhora do Rosário dos Pretos, a de São Francisco de Paula e a do Senhor Bom Jesus do Cabral.